# 鳥類天然記念物一覧
鳥類天然記念物一覧は、日本の文部科学大臣が指定した天然記念物（特別天然記念物を含む。以下同）のうち、鳥類に関するもののリスト。ここでは、天然記念物指定基準の「動物」に基づき指定された天然記念物のうち、鳥類の種・品種・群聚・棲息地に関連するものを掲載する。なお、本項では文化財保護法に基づき国（日本国文部科学大臣）が指定した天然記念物を収録対象とし、地方自治体指定の天然記念物は対象外とする。

## 特別天然記念物
- アホウドリ
- オオハクチョウ
  - 小湊のハクチョウおよびその渡来地〔青森県東津軽郡平内町〕
- カナダヅル
  - 鹿児島県のツルおよびその渡来地〔鹿児島県出水市〕
- カンムリワシ
- クロヅル
  - 鹿児島県のツルおよびその渡来地〔鹿児島県出水市〕
- コウノトリ
- ソデグロヅル
  - 鹿児島県のツルおよびその渡来地〔鹿児島県出水市〕
- タンチョウ（種としても国の特別天然記念物に指定）
  - 鹿児島県のツルおよびその渡来地〔鹿児島県出水市〕
- トキ
- ナベヅル
  - 八代のツルおよびその渡来地〔山口県周南市・下松市〕
  - 鹿児島県のツルおよびその渡来地〔鹿児島県出水市〕
- ニワトリ
  - 土佐のオナガドリ
- ノグチゲラ
- マナヅル
  - 鹿児島県のツルおよびその渡来地〔鹿児島県出水市〕
- メグロ
- ライチョウ

## 天然記念物
（種名）は、種としては天然記念物に指定されておらず、亜種、繁殖地等が指定対象になっているもの。
- アカコッコ
- アカヒゲ
- （アビ）
  - アビ渡来群游海面〔広島県呉市〕
- イイジマムシクイ
- イヌワシ（種としても天然記念物に指定）
  - イヌワシ繁殖地〔岩手県下閉伊郡岩泉町・宮城県石巻市〕
- （ウトウ）
  - 陸前江ノ島のウミネコおよびウトウ繁殖地〔宮城県牡鹿郡女川町〕
- （ウミウ）
  - 粟島のオオミズナギドリおよびウミウ繁殖地〔新潟県岩船郡粟島浦村〕
  - 照島ウ生息地〔福島県いわき市〕
  - 壁島ウ渡来地 （山口県下関市）
- （カワウ）
  - 鵜の山ウ繁殖地〔愛知県知多郡美浜町〕
- （ウミネコ）
  - 蕪島ウミネコ繁殖地〔青森県八戸市〕
  - 椿島ウミネコ繁殖地〔岩手県陸前高田市〕
  - 経島ウミネコ繁殖地〔島根県出雲市〕
  - 陸前江ノ島のウミネコおよびウトウ繁殖地〔宮城県牡鹿郡女川町〕
  - 飛島ウミネコ繁殖地〔山形県酒田市〕
- （オオアカゲラ）
  - オーストンオオアカゲラ（日本固有亜種）
- オオトラツグミ
- （オオハクチョウ）
  - 水原のハクチョウ渡来地〔新潟県阿賀野市〕
  - 猪苗代湖のハクチョウおよびその渡来地〔福島県耶麻郡猪苗代町〕
- （オオミズナギドリ）
  - オオミズナギドリ繁殖地〔北海道松前町〕
  - 三貫島オオミズナギドリおよびヒメクロウミツバメ繁殖地〔岩手県釜石市〕
  - オオミズナギドリ繁殖地〔京都府舞鶴市〕
  - 沖島オオミズナギドリ繁殖地〔島根県隠岐郡隠岐の島町〕
  - 星神島オオミズナギドリ繁殖地〔島根県隠岐郡西ノ島町〕
  - 粟島のオオミズナギドリおよびウミウ繁殖地〔新潟県岩船郡粟島浦村〕
- オオワシ
- オジロワシ
- （カササギ）
  - カササギ生息地〔福岡県・佐賀県〕
- カラスバト（種としても天然記念物に指定）
  - アカガシラカラスバト（日本固有亜種）
- カンムリウミスズメ
- クマゲラ
- （クロコシジロウミツバメ）
  - 日出島クロコシジロウミツバメ繁殖地〔岩手県宮古市〕
- コクガン
- （コハクチョウ）
  - 水原のハクチョウ渡来地〔新潟県阿賀野市〕
  - 猪苗代湖のハクチョウおよびその渡来地〔福島県耶麻郡猪苗代町〕
- シマフクロウ（指定名称はエゾシマフクロウ）
- シラコバト（指定名称は「越ヶ谷のシラコバト」）
- （チョウゲンボウ）
  - 十三崖のチョウゲンボウ繁殖地〔長野県中野市〕
- （ニワトリ）
  - 烏骨鶏、鶉矮鶏、河内奴鶏、黒柏鶏、薩摩鶏、地鶏、地頭鶏、軍鶏、矮鶏、東天紅鶏、蜀鶏、比内鶏、蓑曳矮鶏、蓑曳鶏、小国鶏、声良鶏
- （ノスリ）
  - オガサワラノスリ（日本固有亜種）
- ヒシクイ
- （ヒメクロウミツバメ）
  - 三貫島オオミズナギドリおよびヒメクロウミツバメ繁殖地〔岩手県釜石市〕
- （ブッポウソウ）
  - 洲原神社ブッポウソウ繁殖地〔岐阜県美濃市〕
  - 三岳のブッポウソウ繁殖地〔長野県木曽郡木曽町〕
  - 狭野神社ブッポウソウ繁殖地〔宮崎県西諸県郡高原町〕
  - 身延町ブッポウソウ繁殖地〔山梨県南巨摩郡身延町〕
- マガン
- ヤンバルクイナ
- キンバト（指定名称はリュウキュウキンバト）
- ルリカケス

### 繁殖地・生育地
- 仲の神島海鳥繁殖地〔沖縄県八重山郡竹富町〕
- 比叡山鳥類繁殖地〔京都府京都市・滋賀県大津市〕
- 御岳鳥類繁殖地〔長崎県対馬市〕
- 大黒島海鳥繁殖地〔北海道厚岸郡厚岸町〕
- 天売島海鳥繁殖地〔北海道苫前郡羽幌町〕
- 伊豆沼・内沼の鳥類およびその生息地〔宮城県栗原市・登米市〕
- 青葉山〔宮城県仙台市〕：チョウゲンボウが繁殖するなど豊富な鳥類が生息する。
- 平林寺境内林〔埼玉県新座市〕
- 旧白金御料地〔東京都港区・品川区〕：オシドリ・コガモ等の鳥類が生息する。
- 指月山〔山口県萩市〕：鳥類の生息が豊富である。
- 万之瀬川河口域のハマボウ群落及び干潟生物群集〔鹿児島県南さつま市〕：干潟生物群集を採餌するクロツラヘラサギなどの鳥類が渡来する。

## 過去に指定されていた天然記念物
- 諫早市オシドリ渡来地〔長崎県〕：昭和6年11月26日指定。昭和32年の水害（諫早大水害）により指定地の池が土砂に埋没、昭和34年3月28日指定解除。
- キタタキ生息地〔長崎県上県郡〕：大正12年3月7日指定。長らく生息が確認されず対馬では絶滅と判断されたため、昭和47年指定解除。
- 野田のサギおよびその繁殖地(特別天然記念物)〔埼玉県浦和市〕：昭和59年指定解除。周囲の都市化によりサギが消滅。特別天然記念物で唯一の解除事例である。（「見沼#現代の見沼」も参照）
- 猿賀のウおよびサギ繁殖地〔青森県尾上町〕：昭和59年指定解除。
- 川下麻里布 シラサギ渡来地〔山口県岩国市〕：平成5年指定解除。
- 小友ハクチョウ渡来地〔岩手県陸前高田市〕：昭和16年第二類（地方的なもの）として指定。他の第二類の天然記念物と同様、昭和31年（1956年）1月23日に指定解除。